# Usol'skij rajon (Territorio di Perm')
L'Usol'skij rajon (in russo Усольский район?) è un municipal'nyj rajon (муниципальный округ) del Territorio di Perm', in Russia; il centro amministrativo è la città di Usol'e.
Il distretto è attraversato dal fiume Kama.